# Henri Boullier de Branche
Pour les articles homonymes, voir Boullier de Branche et Boullier.
Henri Boullier de Branche, né le 29 octobre 1907 à Ernée et mort le 4 mars 1999 à Laval, est un archiviste et historien français.

## Biographie
Petit-fils de Joseph-Augustin Boullier de Branche, Henri Boullier de Branche est le fils de René Boullier de Branche et de Thérèse Bourdeau de Fontenay.
Après avoir terminé ses études à l'École nationale des chartes, il est chartiste stagiaire aux Archives départementales de la Somme entre juillet 1936 et avril 1937.
Il devient archiviste départemental de la Lozère en 1937. Il se marie en 1939 avec Anne Trémolet . Il y reste jusqu'en 1945. Les archives de la Lozère lui doivent la rédaction des répertoires F, I et L.. On lui doit aussi l'importante publication des Feuda Gabalorum.
Il est archiviste départemental de la Haute-Loire  (1945-1948), puis de la Sarthe de 1948 à 1963, sans compter diverses missions pour les Affaires étrangères.
Il succède à Henry Chanteux comme archiviste départemental de la Mayenne en 1970, et prend sa retraite en 1973.
Beau-frère d'Henri Trémolet de Villers, il est le père de René Boullier de Branche et de Guy Boullier de Branche, cavalier.